# 杜馬尼峰
杜馬尼峰（英語：Doumani Peak）是南極洲的山峰，位於瑪麗伯德地，處於西德利火山南坡，屬於執委山脈的一部分，海拔高度2,675米，現時由南極條約體系管理。